# Прежганє
Прежганє (словен. Prežganje) — поселення в общині Любляна, Осреднєсловенський регіон, Словенія. Висота над рівнем моря: 590,4 м.